# Agrippa Menenio Lanato
Agrippa Menenio Lanato (in latino Menenius Agrippa; ... – 493 a.C.) è stato un politico romano, membro della gens Menenia.

## Biografia
Menenio fu eletto console nel 503 a.C. assieme a Publio Postumio Tuberto: prima si trovò a fronteggiare gli attacchi dei Sabini, su cui i Romani ebbero la meglio durante gli scontri campali nei pressi di Eretum, e poi la defezione delle città di Pometia e Cori, passate nelle file degli Aurunci. Dopo aver sconfitto le fitte schiere dell'esercito aurunco, i due consoli mossero battaglia a Pometia; la battaglia, combattuta ferocemente da ambo le parti, fu vinta dai Romani, che decretarono il trionfo per i due consoli. Secondo Dionigi, solo Menenio ottenne il trionfo, mentre a Postumio fu concessa solo l'ovazione, per il comportamento imprudente da lui tenuto durante i primi scontri con i Sabini.
Nelle lotte fra patrizi e plebei, fu considerato un uomo dalle opinioni moderate che ebbe la fortuna, rara nei conflitti civili, di essere apprezzato e stimato da entrambe le parti. Grazie alla sua mediazione, la prima grande rottura fra patrizi e plebei, corrispondente all'evento storico della secessione sul Monte Sacro (o secessione della plebe), fu ricondotta a una conclusione felice e pacifica nel 494 a.C.. In questa occasione si dice che abbia esposto alla plebe il suo ben noto apologo del ventre e delle membra.
Morì alla fine dello stesso anno e, poiché aveva lasciato proprietà appena sufficienti a pagare un funerale estremamente semplice, fu sepolto con un magnifico funerale a spese dello Stato. I plebei avevano raccolto contributi volontari per lo scopo, che furono dati ai figli di Menenio, dopo che il Senato decretò che le spese del funerale fossero a carico dell'Erario.

## L'apologo
Agrippa spiegò l'ordinamento sociale romano con una metafora, paragonandolo (come in Esopo) a un corpo umano: infatti, come in tutti gli insiemi costituiti da parti connesse tra loro, così anche nell'organismo dell'uomo, se ciascuna parte collabora con le altre, sopravvive, se invece le parti discordano tra loro, tutte periscono. Così, se effettivamente le braccia (il popolo) si rifiutassero di lavorare, lo stomaco (il senato) non riceverebbe cibo. Ma qualora lo stomaco non ricevesse cibo, non potrebbe poi redistribuirlo in piccole frazioni a tutto il resto dell'organismo: cosicché l'intero corpo, braccia comprese, deperirebbe per mancanza di nutrimento.
Con questo apologo Agrippa riuscì a ricomporre la situazione di discordia tra plebe e aristocrazia, e il popolo fece così ritorno alle proprie occupazioni.

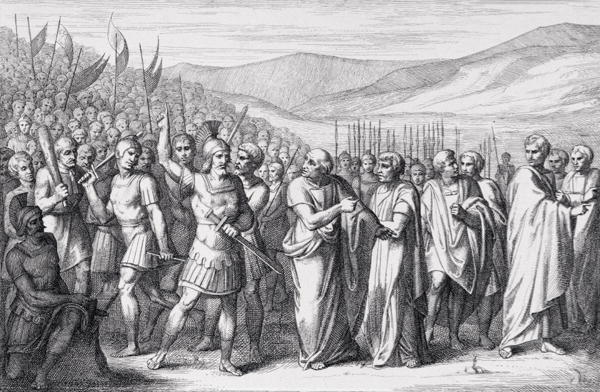
Secessione della plebe sul Monte Sacro

(Olim humani artus, cum ventrem otiosum cernerent, ab eo discordarunt, conspiraruntque ne manus ad os cibum ferrent, nec os acciperet datum, nec dentes conficerent. At dum ventrem domare volunt, ipsi quoque defecerunt, totumque corpus ad extremam tabem venit: inde apparuit ventris haud segne ministerium esse, eumque acceptos cibos per omnia membra disserere, et cum eo in gratiam redierunt. Sic senatus et populus quasi unum corpus discordia pereunt concordia valent.)